# Uomo Verde (DC Comics)
Green Man è il nome di due personaggi dei fumetti DC Comics, entrambi supereroi extraterrestri del pianeta Uxor nel sistema stellare Vega, entrambi membri del Corpo delle Lanterne Verdi, ma uno di loro anche degli Omega Men. Green Man comparve per la prima volta in Green Lantern (vol. 2) n. 164 (maggio 1983), e fu creato dallo scrittore Mike Barr e dall'artista Keith Pollard.

## Biografia del personaggio
"Green Man" è il nome adottivo della Lanterna Verde del settore spaziale designato 2828 dal Corpo delle Lanterne Verdi. Gli Uxoriani si accigliano davanti all'individualità, e con le parole di Green Man, "Su Uxor siamo tutti uno". Green Man era un disadattato che si ribellò contro la società anti-individualista, e che cercava una propria personalità. Quando i Guardiani dell'Universo gli offrirono una posizione come membro del loro Corpo, Green Man approfittò dell'occasione. Una delle complicazioni di questa scelta fu che Green Man non poteva legalmente fare rientro nel suo sistema stellare, a causa dell'accordo che i Guardiani stipularono con gli Psion di Vega, che proibiva al Corpo la presenza in quel settore. L'arruolamento di Green Man per aiutare gli Omega Men nell'attacco del nido di un gruppo di aracnidi umanoidi chiamati Gilda dei Ragni, lontano alcuni anni luce al di fuori del sistema stellare Vega, fu il risultato di un rimprovero da parte dei Guardiani, che portò Green Man a lasciare il Corpo e a fare parte degli Omega Men.
Come membro degli Omega Men, Green Man incontrò numerosi esseri nelle sue avventure, come la dea X'Hal, che viveva all'interno della stella Vega; i Viathani simili a balene; gli Psion, che eseguirono degli esperimenti su Green Man quando fu portato al loro centro di ricerca, Wombworld; i Tamarani, e altri. Green Man venne ucciso dai Durlan durante la miniserie Invasione!, quando gli Omega Men furono attaccati da una coalizione di alieni che stavano eliminando ogni opposizione, inclusi i membri dell'ormai smembrato Corpo delle Lanterne Verdi.

### Corpo delle Lanterne Verdi
Un secondo Uxoriano, sempre noto con il soprannome di Green Man, fu affiancato al robot Stel, la Lanterna Verde del pianeta Grenda, nel settore spaziale 3009, come visto nella miniserie Green Lantern Corps: Recharge. Green Man è una delle Lanterne che partecipò alla difesa di Oa contro il furioso assalto di Superboy-Prime, come descritto in Crisi infinita n. 7. Mostrando rimorso per la caduta del suo compagno, Green Man andò alla sua ricerca, e lo trovò gravemente danneggiato, ma funzionante. I due si ritirarono quindi su Mogo, per prepararsi fisicamente e mentalmente all'imminente attacco dei Sinestro Corps.

### Post Sinestro Corps
Dopo la Guerra dei Sinestro Corps, i Guardiani dell'Universo stabilirono una nuova unità tra i ranghi del Corpo delle Lanterne Verdi che avrebbe fatto rispettare le Nuove Dieci Leggi del Libro di Oa. Quest'unità venne nota come il Corpo delle Lanterne Alpha. Fu confermato che Green Man era un membro di questa unità. Fu infine mostrato in Crisi Finale n. 1. Comparve poi nel n. 5, durante il processo di Hal Jordan e nei successivi eventi che chiarirono che la sua compagna di squadra Kraken era posseduta da Nonnina Bontà.

## Poteri e abilità
Dopo che a Green Man fu strappato il suo anello del potere dai Guardiani, dimostrò l'abilità di poter produrre dei portali con cui poteva udire e vedere attraverso e utilizzarli per trasportarsi. Era anche in grado di sintonizzarsi sulle frequenze delle onde cerebrali altrui in forma di telepatia. Dopo essere divenuto un cyborg, Green Man non ebbe più bisogno di dormire, riposare o mangiare. Potenziato pienamente dalla sua batteria del potere interna, Green Man è direttamente collegato alla Batteria del Potere Centrale su Oa.

### Biologia
Gli Uxoriani possiedono una tossina nervina mortale nel loro flusso sanguigno, che agisce da meccanismo di difesa contro i predatori, e in più sono anfibi. Dopo la distruzione del Corpo delle Lanterne Alpha, fu tramutato in un cyborg, completamente ricoperto di placche metalliche. Porta con sé una batteria del potere all'interno del suo petto, cosa che fa sì che non abbia la necessità di ricaricare il suo anello da una fonte esterna, e possiede un secondo volto sotto il viso metallico da cui può attingere al suo potere, come la batteria del potere nella testa dei Manhunters.

## Giuramento
Il giuramento seguente fu recitato da Green Man in Omega Men n. 29 (agosto 1985), ma fu interrotto prima che potesse terminarlo:
"Bring light to the ring,

I charge thee--

Unveil every evil around me!

Replenish the power to--"

(interruzione)
"Porta luce all'anello,

Io ti ricarico--

Rivela tutto il male intorno a me!

Riempi il potere di--"

## Altri media
Green Man è una delle Lanterne Verdi che nel film animato Lanterna Verde: Prima missione si batte contro Sinestro.